# Бенія (Сучава)
Бенія (рум. Benia) — село у повіті Сучава в Румунії. Входить до складу комуни Молдова-Суліца.
Село розташоване на відстані 364 км на північ від Бухареста, 74 км на захід від Сучави.

## Населення
За даними перепису населення 2002 року у селі проживали 728 осіб.
Національний склад населення села:
| Національність | Кількість осіб | Відсоток |
| -------------- | -------------- | -------- |
| румуни         | 716            | 98,4%    |
| українці       | 10             | 1,4%     |

Рідною мовою назвали:
| Мова       | Кількість осіб | Відсоток |
| ---------- | -------------- | -------- |
| румунська  | 703            | 96,6%    |
| українська | 21             | 2,9%     |